# Cheshmeh Kanān
Cheshmeh Kanān (persiska: چشمه کنان, چِشمِه كُنان, چَشمِه كُنان, چِشمِه كَنان) är en ort i Iran.   Den ligger i provinsen Östazarbaijan, i den nordvästra delen av landet, 600 km nordväst om huvudstaden Teheran. Cheshmeh Kanān ligger 1 463 meter över havet och antalet invånare är 387.
Terrängen runt Cheshmeh Kanān är kuperad norrut, men söderut är den platt. Terrängen runt Cheshmeh Kanān sluttar söderut. Trakten runt Cheshmeh Kanān är nära nog obefolkad, med mindre än två invånare per kvadratkilometer. Närmaste större samhälle är Tasūj, 13,1 km öster om Cheshmeh Kanān. Trakten runt Cheshmeh Kanān består i huvudsak av gräsmarker.